# Felizian Bessmer
Felizian Bessmer (* 3. April 1884 in Unterägeri; † 11. März 1964 in Schwyz, heimatberechtigt in Oberägeri) war ein Schweizer katholischer Theologe und Redaktor.

## Leben
Felizian Bessmer kam am 3. April 1884 in Unterägeri als Sohn des Bauern Johann Bessmer und der Franziska geborene Kälin zur Welt. Bessmer, der zunächst das Gymnasium in Einsiedeln absolvierte, trat 1905 in den Kapuzinerorden in Luzern ein,  anschliessend belegte er ein Philosophie- und Theologiestudium an ordenseigenen Schulen. 1910 feierte er seine Priesterweihe. Von 1914 bis 1927 war er als Theologie-Lektor für den Ordensnachwuchs zuständig. Daneben war er von 1918 bis 1933 als Redakteur des von ihm mitbegründeten Jahrbuchs „Schweizer Franziskus-Kalender“ tätig.
Im Jahr 1921 war er der Begründer der Drittordens-Zentrale in Schwyz. Des Weiteren agierte Felizian Bessmer von 1926 bis 1939 als Redakteur der Monatsschrift des deutschschweizerischen Drittordens "St. Franziskus-Rosen". 1927 wurde er zum Kommissar des Drittordens bestellt. Ausserdem wirkte er als Bauherr karitativer Häuser wie des Altersheims Acherhof in Schwyz 1931 und des Ferienheims St. Karl bei Illgau 1938.
Felizian Bessmer, er gilt als Erneuerer des franziskanischen Drittordens in der Schweiz, verstarb am 11. März 1964 wenige Tage vor Vollendung seines 80. Lebensjahres in Schwyz.

## Werke
- Der Tertiar, 1923, Neuauflage bis 1947.
- Das Kloster ohne Mauern, 1941.